# يوم المؤسسات المتناهية الصغر والصغيرة والمتوسطة
يوم المؤسسات المتناهية الصغر والصغيرة والمتوسطة (بالإنجليزية: Micro-, Small and Medium-sized Enterprises Day)‏ هو حدث للأمم المتحدة، يُقام في 27 يونيو من كل عام، أقرته الجمعية العامة للأمم المتحدة في 6 أبريل 2017، ويهدف إلى رفع مستوى الوعي حول المساهمة الضخمة للمؤسسات المتناهية الصغر والصغيرة والمتوسطة الحجم في تحقيق أهداف الأمم المتحدة للتنمية المستدامة.

## وصلات خارجية
- الموقع الرسمي.